# آرون (خواننده)
آرون کواک (انگلیسی: Aaron Kwak؛ زادهٔ ۲۱ مه ۱۹۹۳) که با نام هنری آرون (انگلیسی: Aron) شناخته می‌شود، خواننده، رپر و سابقاً مجری رادیویی کره-آمریکایی ساکن کره جنوبی است و توسط پلدیس انترتینمنت مدیریت می‌شود. او در سال ۲۰۱۲ به عنوان یکی از اعضای گروه پسرانهٔ کره‌ای نوایست فعالیت خود را آغاز کرد.

## ترانه‌شناسی

### به عنوان کار مشترک
| عنوان                                                              | سال  | بالاترین موقعیت جدول | فروش‌ها (دی‌ال)        | آلبوم                      |
| عنوان                                                              | سال  | کره جنوبی            | فروش‌ها (دی‌ال)        | آلبوم                      |
| ------------------------------------------------------------------ | ---- | -------------------- | -------------------- | -------------------------- |
| «فهمیدم» (Got it Figured Out) (چاد فیوچر با همکاری آرون از نوایست) | ۲۰۱۴ | —                    | —                    | چاد فیوچر: اولین مینی‌آلبوم |
| «لوپ» (Loop) (밥 영화 카페) (راینا با همکاری آرون از نوایست)       | ۲۰۱۷ | ۵۵                   | - کره جنوبی: ۳۳٬۴۵۴+ | لوپ                        |
| «—» بیانگر ضبط شده‌ای است که در جدول وارد نشده‌است.                  |      |                      |                      |                            |

## فیلم‌شناسی

### رادیو
| سال       | عنوان       | شبکه           | توضیحات | منابع       |
| --------- | ----------- | -------------- | ------- | ----------- |
| ۲۰۱۳–۲۰۱۵ | میوزیک اکسس | آریرانگ رادیو  | دی‌جی    | [ ۴ ]       |
| ۲۰۱۵–۲۰۱۶ | هنگ‌اوت آرون | اس‌بی‌اس پاپ‌آسیا | دی‌جی    | [ ۵ ] [ ۶ ] |
| ۲۰۲۰–۲۰۲۱ | تو. نایت    | ناور نَو        | دی‌جی    | [ ۷ ] [ ۸ ] |

## جوایز و نامزدی‌ها
| سال  | مراسم جایزه       | دسته                           | نامزد / اثر | نتیجه | منابع |
| ---- | ----------------- | ------------------------------ | ----------- | ----- | ----- |
| ۲۰۱۸ | فکت میوزیک اواردز | جایزه تالار مشاهیر فن ان استار | آرون        | برنده | [ ۹ ] |